# Zasady Zaboru Ferengi
Zasady Zaboru Ferengi (ang. Ferengi Rules of Acquisition) – zbiór zasad, którymi posługuje się fikcyjna rasa kosmicznych kupców Ferengi.
Zasady zaboru zostały spisane wiele tysięcy lat temu przez Wielkiego Nagusa Ginta. Istnieje 285 kanonicznych zasad. Poniżej jest przedstawiona ich treść. W nawiasach podane są tytuły odcinków i seriali z jakich pochodzą.

## Zasady Zaboru Ferengi
1. Kiedy wejdziesz w posiadanie cudzych pieniędzy – nie oddawaj ich. (DS9:The Nagus)
3. Nigdy nie inwestuj więcej niż to konieczne. (DS9:The Maquis, Part II)
6. Nie pozwól rodzinie stawać na drodze do zysku. (DS9:The Nagus)
7. Miej uszy otwarte. (DS9:In the Hands of the Prophets)
9. Okazja plus instynkt równa się zysk. (DS9:The Storyteller)
10. Chciwość jest wieczna. (DS9:Prophet Motive)
16. Układ to układ... do czasu gdy trafi się lepszy. (DS9:Melora)
17. Umowa to umowa... lecz tylko między Ferengi. (DS9:Body Parts)
18. Ferengi bez zysków to żaden Ferengi. (DS9:Heart of Stone)
21. Nigdy nie stawiaj przyjaźni ponad zyskami. (DS9:Rules of Acquisition)
22. Mądry człowiek usłyszy zysk na wietrze. (DS9:"Rules of Acquisition)
23. Nic nie jest ważniejsze od zdrowia. Prócz twoich pieniędzy. (ENT:Acquisition)
28. Szepcz na drodze do sukcesu. (DS9:Treachery, Faith, and the Great River)
31. Nie naśmiewaj się z matki Ferengi. (DS9:The Siege)
33. Podlizywanie się szefowi nigdy nie boli. (DS9:Rules of Acquisition)
34. Wojna sprzyja interesom. (DS9:Destiny)
35. Pokój sprzyja interesom. (DS9:Destiny)
45. Ambicja nie zważa na rodzinę (ENT:Acquisition)
47. Nigdy nie ufaj ubranemu lepiej niż ty. (DS9:Rivals)
48. Im szerszy uśmiech, tym ostrzejszy nóż. (DS9:Rules of Acquisition)
57. Dobrzy klienci są na wagę latinum. Ceńmy ich. (DS9:Armageddon Game)
59. Darmowa rada rzadko bywa tania. (DS9:Rules of Acquisition)
62. Im ryzykowniejsza ścieżka, tym większe zyski. (DS9:Rules of Acquisition)
74. Wiedza to zysk. (VOY:Inside Man)
75. Tam dom twój gdzie serce twoje, lecz gwiazdy są z latinum. (DS9:Civil Defense)
76. Co jakiś czas ogłaszaj pokój, to doprowadzi twych wrogów do obłędu. (DS9:The Homecoming)
94. Kobiety i finanse nie idą w parze. (DS9:Ferengi Love Songs)
95. Rozwijaj się lub umrzyj. (VOY:False Profits)
98. Każdy ma swoją cenę. (DS9:In the Pale Moonlight)
102. Natura z czasem marnieje, a latinum jest wieczne. (DS9:The Jem'Hadar)
103. Sen może współgrać z... [niedokończone] (DS9:Rules of Acquisition)
109. Godność i pusty portfel są warte tyle co portfel. (DS9:Rivals
111. Traktuj innych ludzi jak rodzinę: wykorzystuj ich. (DS9:Past Tense, Part I)
112. Nigdy nie kochaj się z siostrą twego szefa. (DS9:Playing God)
125. Nie dobijesz targu będąc martwym. (DS9:The Siege of AR-558)
139. Żony służą, bracia dziedziczą. (DS9:Necessary Evil)
168. Dyskrecja twoją drogą do sukcesu. (DS9:Treachery, Faith, and the Great River)
190. Słuchaj wszystkiego, nie wierz niczemu. (DS9:Call to Arms)
194. Zawsze dobrze poznać klientów nim przejdą przez twoje drzwi. (DS9:Whispers)
203. Nowi klienci są jak ostrozębe (greeworms), są soczyści, ale czasami się odgryzają. (DS9:Little Green Men)
208. Czasem jeszcze niebezpieczniejsza od pytania jest odpowiedź. (DS9:Ferengi Love Songs)
211. Pracownicy są szczeblami w drabinie do sukcesu. Nie wahaj się po nich stąpać. (DS9:Bar Association)
214. Nigdy nie otwieraj negocjacji na czczo. (DS9:The Maquis, Part I)
217. Nie uwolnisz ryby od wody. (DS9:Past Tense, Part I)
229. Latinum jest trwalsze niż chuć. (DS9:Ferengi Love Songs)
239. Nigdy nie wahaj się przed złym oznakowaniem swojego produktu. (DS9:Body Parts)
263. Nie pozwól wątpliwościom zmniejszyć swego pożądania dla latinum. (DS9:Bar Association)
285. Żaden dobry uczynek nie ujdzie na sucho. (DS9:The Collaborator)

## Pięć Stopni Zaboru Ferengi
Istnieje również koncepcja Pięć Stopni Zaboru Ferengi.
1. Zauroczenie
2. Usprawiedliwienie
3. Zagarnięcie
4. Obsesja
5. Odsprzedaż